# Only Teardrops
Az Only Teardrops (magyarul: Csak könnycseppek) Emmelie de Forest dán énekesnő dala, amellyel Dánia képviseletében megnyerte a 2013-as Eurovíziós Dalfesztivált Malmőben. A dal 2013. január 26-án, a dán nemzeti döntőben, a Dansk Melodi Grand Prixben megszerzett győzelemmel érdemelte ki a dalversenyen való indulás jogát.

## Eurovíziós Dalfesztivál
2013. január 16-án vált hivatalossá, hogy az énekesnő is résztvevője az Dansk Melodi Grand Prix mezőnyének. A dal február 26-án a tízfős döntőből továbbjutott a háromfős szuperdöntőbe, majd megnyerte a nemzeti döntőt, ahol a zsűri- és nézői szavazatok alakították ki a végeredményt, így az alábbi dallal képviselhette Dániát az Eurovíziós Dalfesztiválon.
A dalfesztivál előtt Londonban eurovíziós rendezvényen népszerűsítette versenydalát. A dal megjelent Emmelie bemutatkozó albumán is, a 2013. május 6-án bemutatott Only Teardropson.
A dalt először a május 14-én rendezett első elődöntőben adta elő, fellépési sorrendben ötödikként, a Horvátországot képviselő Klapa s mora Mižerja című dala után és az Oroszországot képviselő Dina Garipova What If című dala előtt. Az elődöntőből első helyezettként sikeresen továbbjutott a május 18-i döntőbe, ahol fellépési sorrendben tizennyolcadikként lépett fel, a Magyarországot képviselő ByeAlex Kedvesem című dala után és az Izlandot képviselő Eythor Ingi Ég á líf című dala előtt. A szavazás során összesítésben 281 ponttal (az Egyesült Királyságtól, Franciaországtól, Izlandtól, Írországtól, Macedóniától, Olaszországtól, Szerbiától és Szlovéniától maximális pontot kapott) megnyerte a versenyt és megszerezte Dánia harmadik eurovíziós győzelmét, egyben a 2014-es Eurovíziós Dalfesztivál rendezési jogát is elnyerte.
December 12-én az Ukrajnában megrendezett Junior Eurovíziós Dalfesztiválon meghívott előadóként énekelte el a dalát. 2015-ben Eurovíziós Dalfesztivál hatvanadik évfordulója tiszteletére egy gálaműsort rendeztek Londonban, ahol az énekesnő ismét előadta dalát.
A következő dán induló Basim volt a Cliche Love Song című dalával a hazai rendezésű 2014-es Eurovíziós Dalfesztiválon, Koppenhágában.
A következő győztes az Ausztriát képviselő Conchita Wurst Rise Like a Phoenix című dala volt.

### Kapott pontok
Első elődöntő
| 167 | 12 | 12 | 8 | 12 | 10 | 4 | 12 | 8 | 6 | 8 | 7 | 12 | 8 | 10 | 8 | 6 | 12 | 12 |

Döntő
| Össz | Szavazó országok | Szavazó országok | Szavazó országok | Szavazó országok | Szavazó országok | Szavazó országok | Szavazó országok | Szavazó országok | Szavazó országok | Szavazó országok | Szavazó országok | Szavazó országok | Szavazó országok | Szavazó országok | Szavazó országok   | Szavazó országok | Szavazó országok | Szavazó országok | Szavazó országok | Szavazó országok | Szavazó országok | Szavazó országok | Szavazó országok | Szavazó országok | Szavazó országok | Szavazó országok | Szavazó országok | Szavazó országok | Szavazó országok | Szavazó országok | Szavazó országok | Szavazó országok | Szavazó országok | Szavazó országok | Szavazó országok | Szavazó országok | Szavazó országok | Szavazó országok |
| Össz | Franciaország    | Litvánia         | Moldova          | Finnország       | Spanyolország    | Belgium          | Észtország       | Fehéroroszország | Málta            | Oroszország      | Németország      | Örményország     | Hollandia        | Románia          | Egyesült Királyság | Svédország       | Magyarország     | Izland           | Azerbajdzsán     | Görögország      | Ukrajna          | Olaszország      | Norvégia         | Grúzia           | Írország         | Ausztria         | Szlovénia        | Horvátország     | Montenegró       | Ciprus           | Szerbia          | Lettország       | San Marino       | Macedónia        | Bulgária         | Izrael           | Albánia          | Svájc            |
| ---- | ---------------- | ---------------- | ---------------- | ---------------- | ---------------- | ---------------- | ---------------- | ---------------- | ---------------- | ---------------- | ---------------- | ---------------- | ---------------- | ---------------- | ------------------ | ---------------- | ---------------- | ---------------- | ---------------- | ---------------- | ---------------- | ---------------- | ---------------- | ---------------- | ---------------- | ---------------- | ---------------- | ---------------- | ---------------- | ---------------- | ---------------- | ---------------- | ---------------- | ---------------- | ---------------- | ---------------- | ---------------- | ---------------- |
| 281  | 12               | 2                | 6                | 7                | 8                | 10               | 8                | 1                | 6                | 4                | 10               | 4                | 10               | 6                | 12                 | 10               | 10               | 12               | 5                | 7                | 5                | 12               | 7                | 7                | 12               | 5                | 12               | 10               | 10               | 7                | 12               | 6                |                  | 12               | 2                | 8                | 1                | 3                |

## A dal története
Emmelie amint meghallotta a dalt, beleszeretett, melankolikus érzés volt benne. A dal a kapcsolatbeli békéről, szerelemről és háborúról szól, amely a világ összes kapcsolatában megtalálható. Az énekesnő szerint ezek olyan kérdések, amelyekkel az emberek szerte a világban kapcsolódhatnak.
A malmői színpadi produkció fontos része volt, hogy az énekesnő mezítláb állt a színpadra. Elmondásai szerint minden alkalommal mezítláb lép fel, és ezt a tradíciót szerette volna tartani, emellett szerette volna követni az 1967-es Eurovízió-győztes Sandie Shaw példáját.

## Dalszöveg
| Tell me How many times can we win and lose? How many times can we break the rules? Between us Only teardrops – A dal refrénje | Áruld el, Hányszor tudunk nyerni és veszíteni? Hányszor szeghetjük meg a szabályokat? Kettőnk közt Csak könnycseppek vannak – A dal refrénje magyarul |

## Galéria

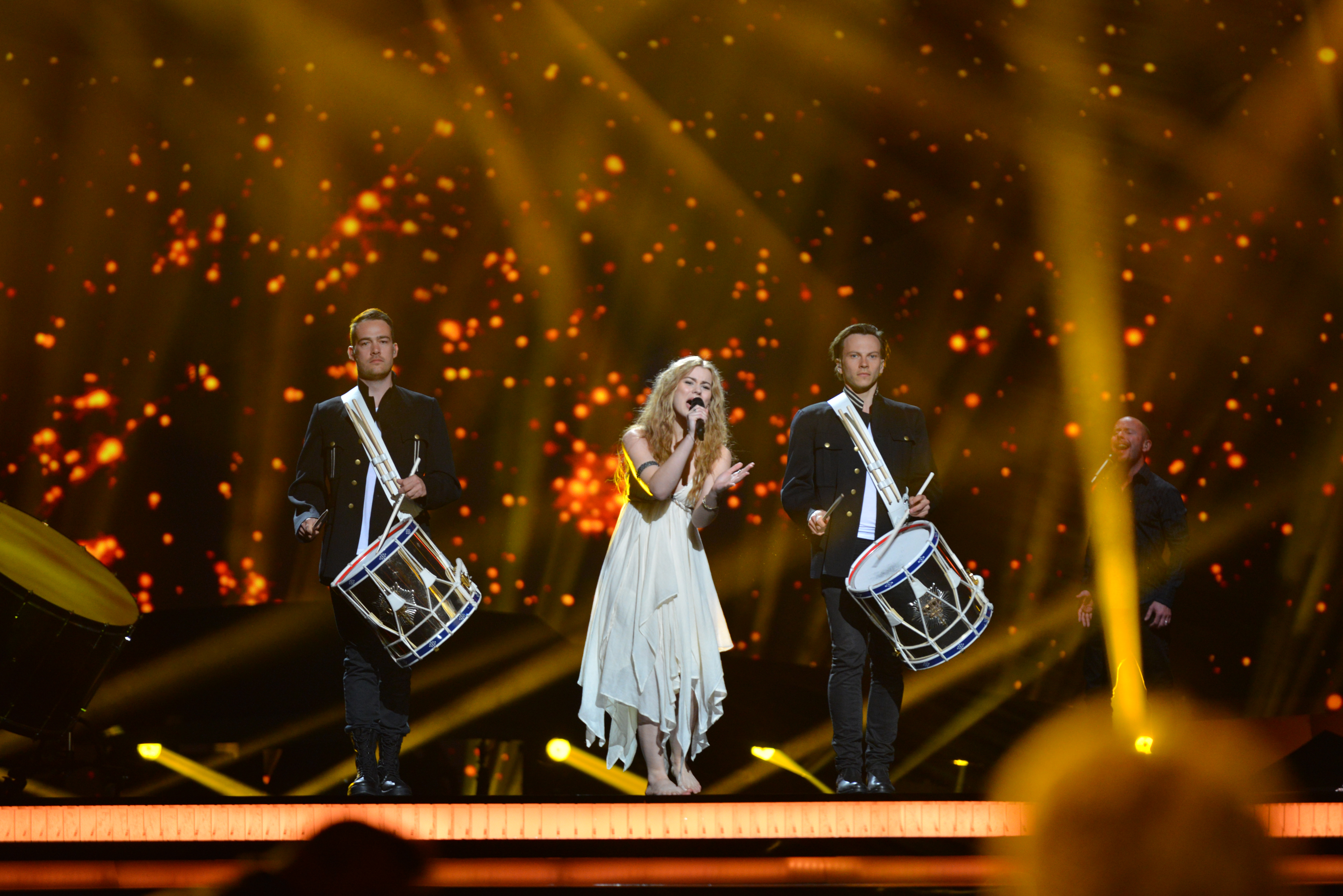
Az első elődöntő főpróbáján
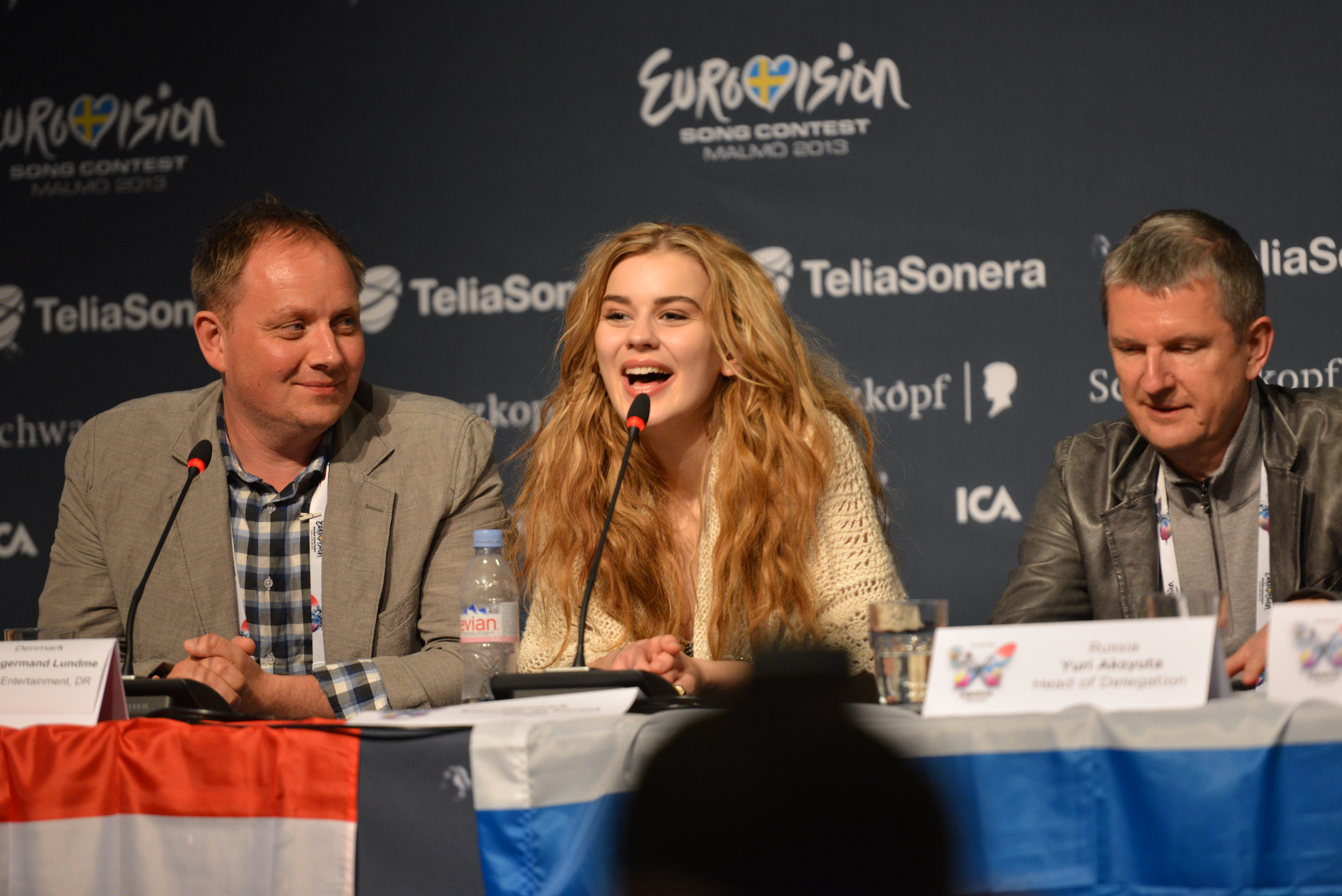
Az első elődöntő utáni sajtótájékoztatón
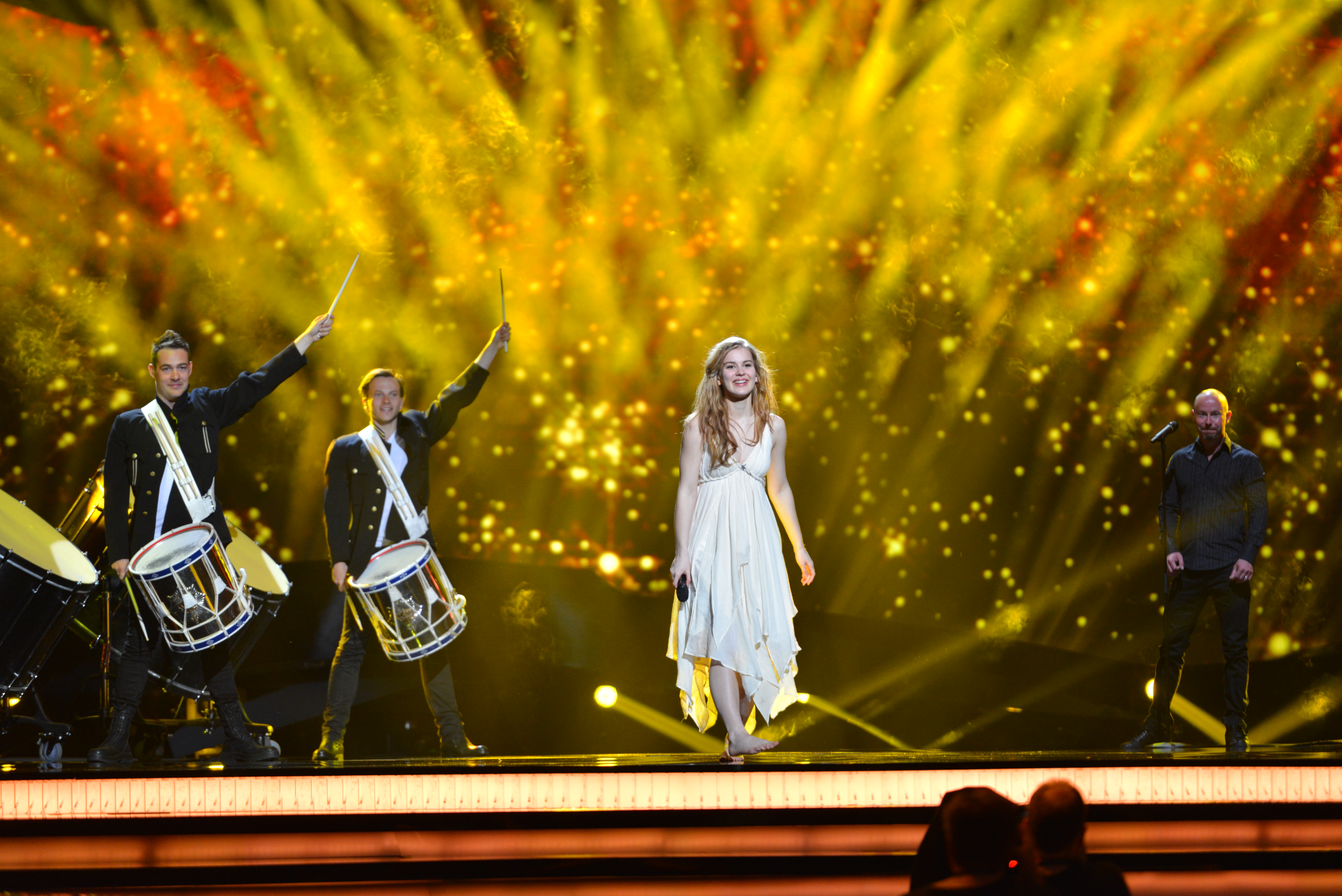
Az döntő főpróbáján
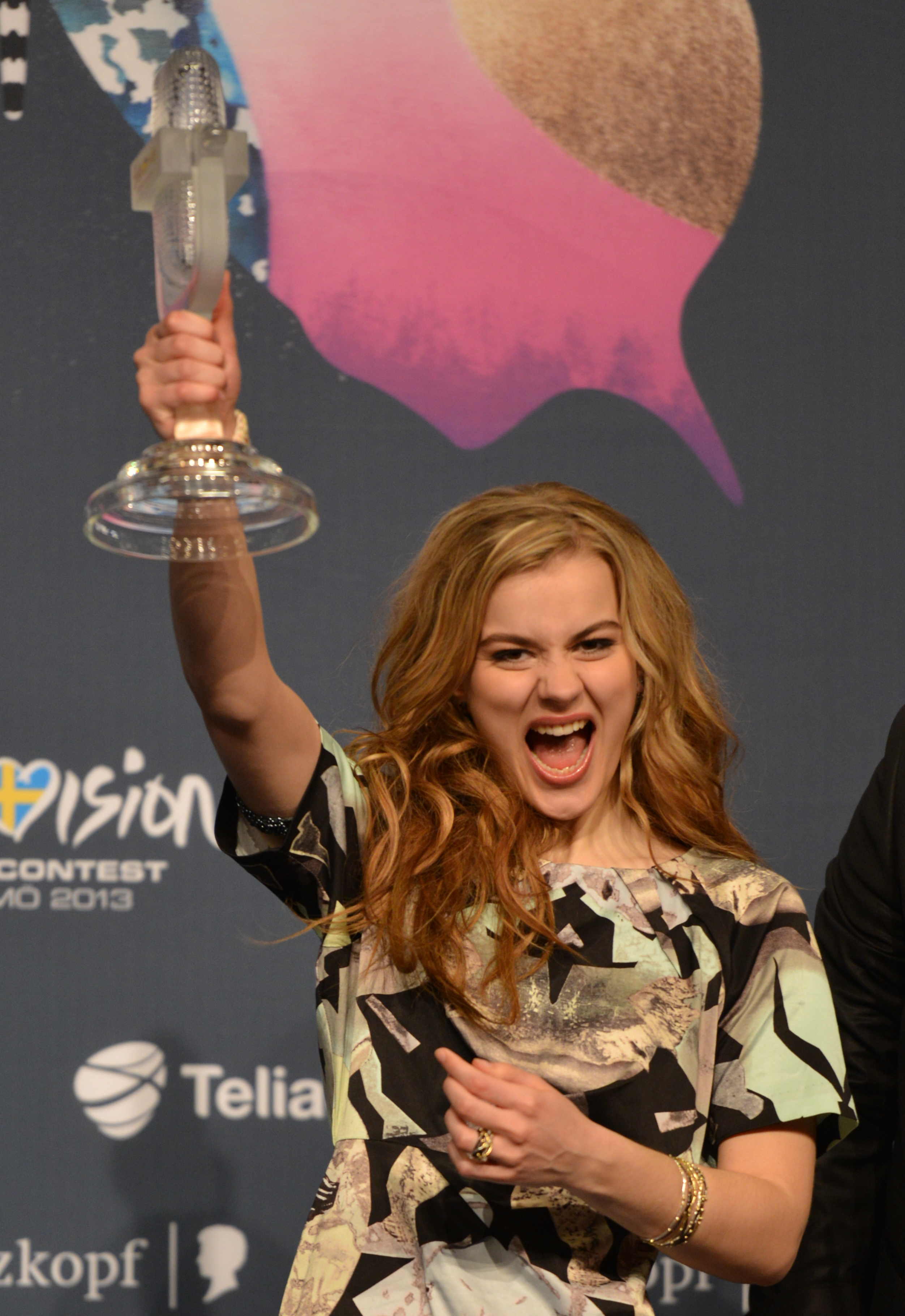
A döntő utáni sajtótájékoztatón
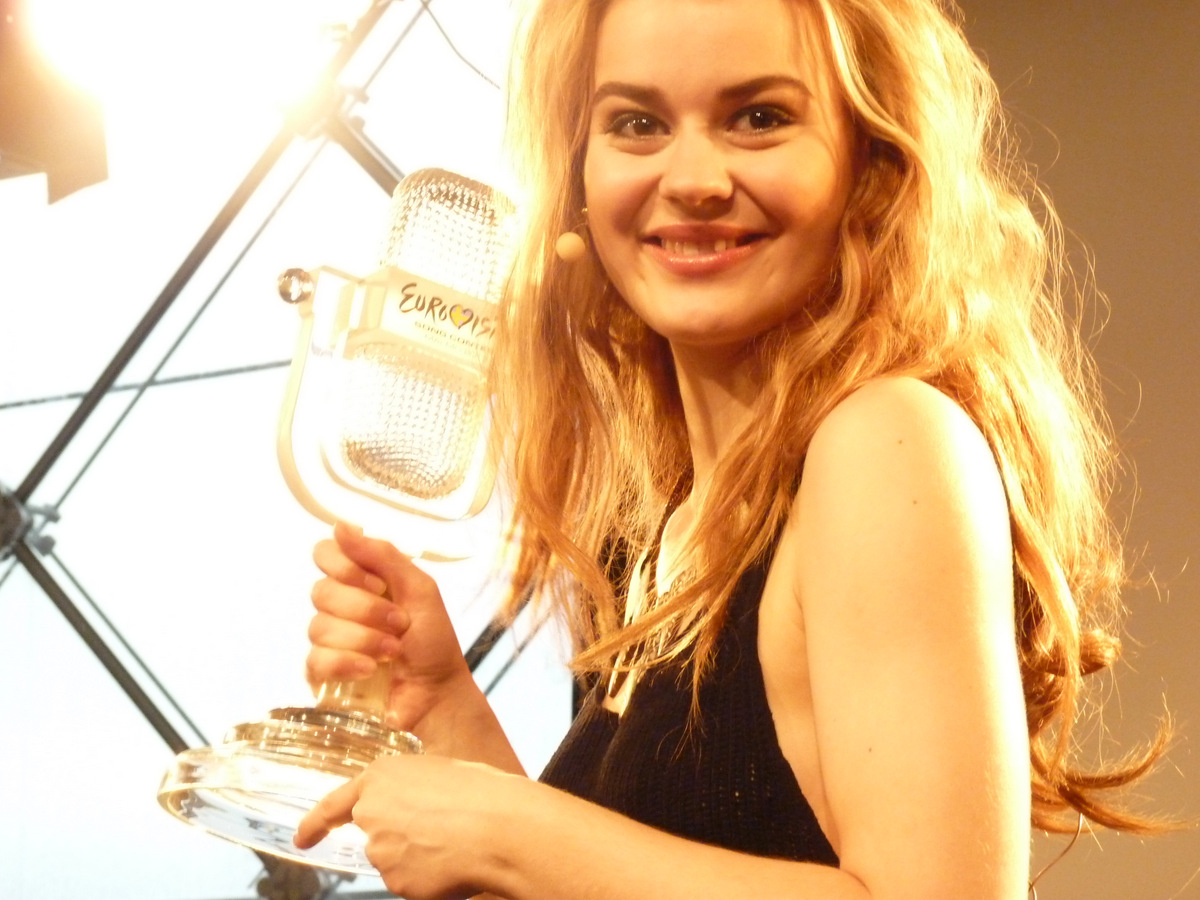
A döntő utáni sajtótájékoztatón Koppenhágában
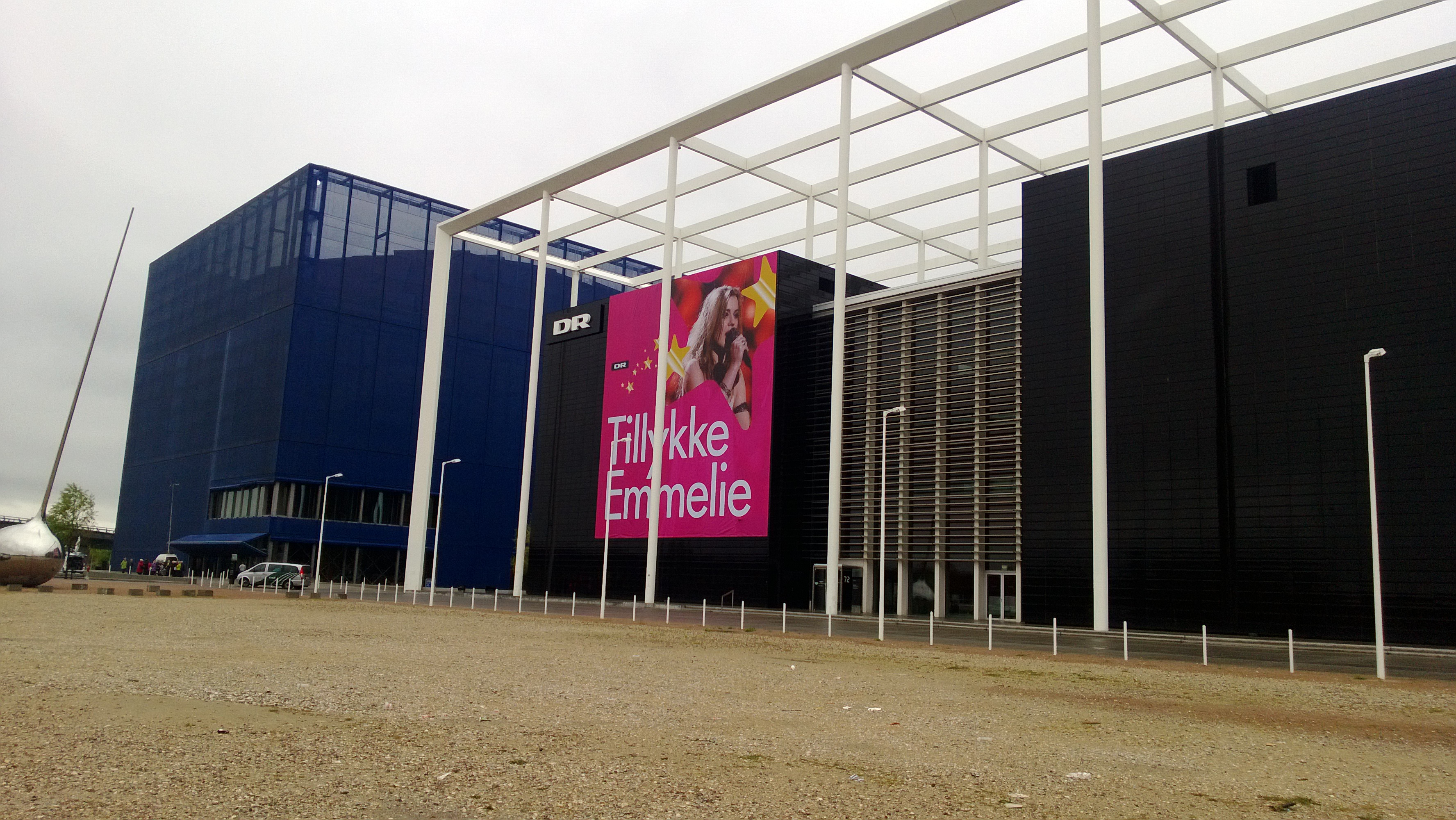
Gratulációs banner a DR székházán
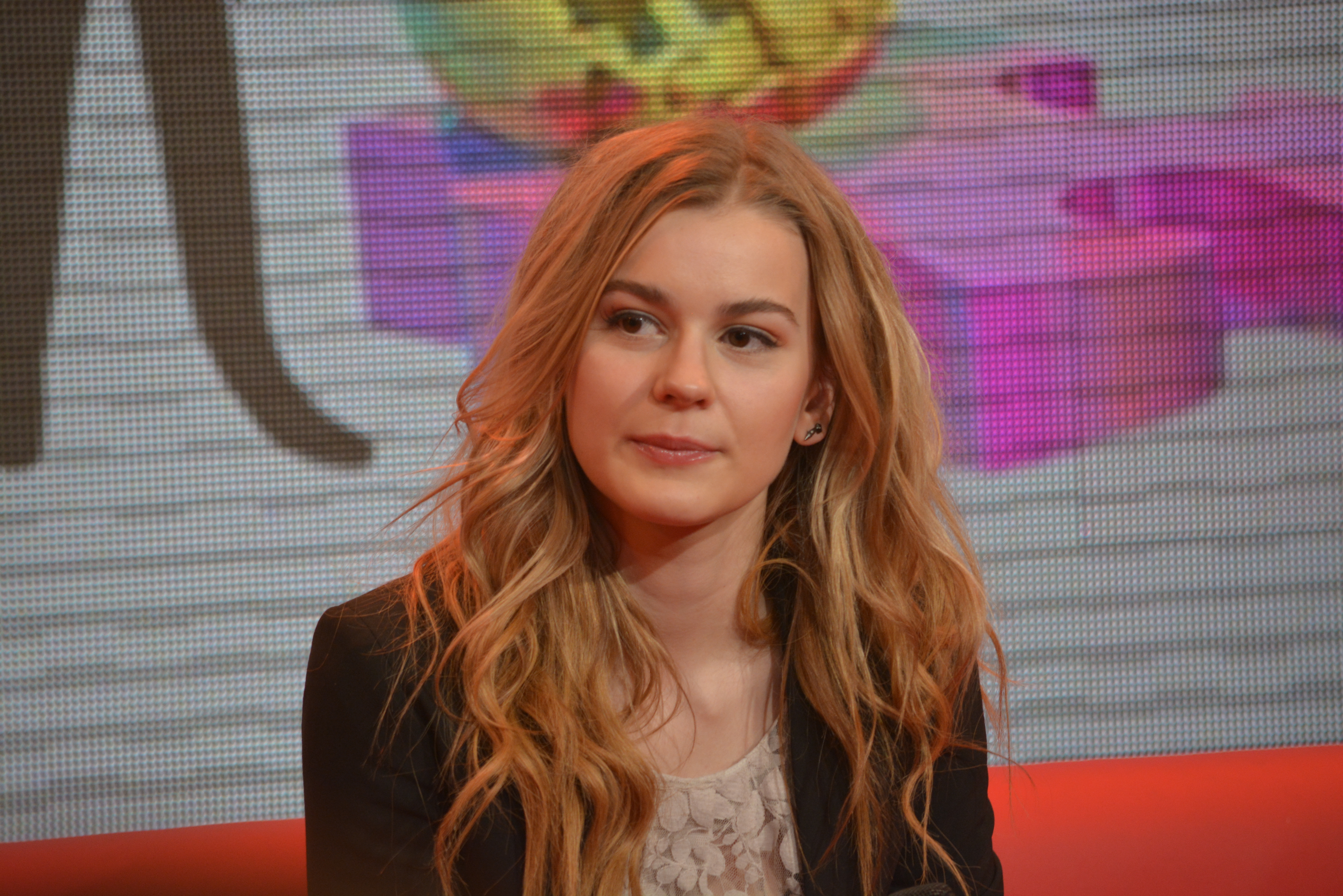
A 2013-as Junior Eurovízión